# Micro (powieść)
Micro to powieść Michaela Crichtona utrzymana w gatunku technothriller, wydana pośmiertnie w 2011 roku.
Po śmierci autora w 2008 roku na jego komputerze znaleziono niedokończony rękopis jeszcze niezatytułowany. Wydawca HarperCollins wybrał pisarza Richarda Prestona, w celu uzupełnienia powieści z pozostawionych notatek i badań Crichtona. Książka ostatecznie opublikowana została w 2011 roku.
Amblin Entertainment planuje stworzyć ekranizację powieści. Scenariusz napisał Darren Lemke, reżyserią ma się zająć Joachim Rønning.